# Compositing
Le compositing (en français, la « composition ») est un ensemble de méthodes de fusion de sources d’images pour en faire un plan unique. Le but peut être un résultat plus ou moins réaliste, avec des fins artistiques et/ou commerciales. Les architectes ont recours à ces procédés pour intégrer une maquette 3D dans l'environnement réel. Pour un film d'animation, il s'agit de l'étape finale de fabrication qui consiste à assembler toutes les couches des décors, des personnages et à réaliser les effets de caméra, à animer certains déplacements et effets spéciaux. En cinéma de prise de vue réel, il consiste surtout à appliquer des effets spéciaux et à élaborer des vidéos susceptibles de s'intégrer dans le montage. C'est l'une des dernières étapes de la chaîne de l'image dans la réalisation d'un film.
Les sources peuvent être des images numérisées de cinéma, de dessin, de vidéo, des images numériques (dessin, 3D, effets visuels).
Le compositing peut être, en fonction des contraintes des sources, fait image par image ou automatisé.
Un modèle remarquable est Qui veut la peau de Roger Rabbit dans lequel sont mélangés acteurs filmés et dessin animé.